# Xanthopan
Xanthopan is een geslacht van vlinders uit de familie pijlstaarten (Sphingidae).

## Soorten
- Xanthopan morganii (Walker, 1856)